# Sericanaphe
Sericanaphe là một chi bướm đêm thuộc họ Geometridae.